# Акрисий (Софокл)
«Акрисий» (др.-греч. Ἀκρίσιος) — трагедия древнегреческого драматурга Софокла (V век до н. э.) на тему аргосских мифов, текст которой почти полностью утрачен.
Главный герой пьесы — царь Аргоса Акрисий, отец Данаи, заточённой в подземелье, забеременевшей там от Зевса и позже родившей Персея. От текста остался только набор разрозненных фрагментов. Судя по ним, в трагедии были разоблачение Данаи, её попытка оправдаться и сцена, в которой Акрисий объявлял о своём решении — бросить дочь и новорожденного внука в море внутри деревянного ящика.
Антиковед Ф. Ф. Зелинский предположил, что «Акрисий» входил в один цикл с трагедиями «Ларисейцы» и «Даная», а значит, относился к раннему этапу творчества Софокла.